# The Airship Destroyer
The Airship Destroyer(1909) (denumire originală Der Luftkrieg Der Zukunft, alte denumiri The Aerial Torpedo, The Battle of the Clouds - în Marea Britanie sau The Battle in the Clouds - în Statele Unite) este un film științifico-fantastic britanic regizat de Walter R. Booth inspirat de lucrările lui Jules Verne cu dirijabile.

## Prezentare
Povestea filmului prezintă un tânăr inventator în timpul unui război în care dirijabile bombardează satele din Anglia. Casa iubitei inventatorului este distrusă așa că el lansează în aer un fel de rachetă care distruge aeronava inamică. Inventatorul se căsătorește cu iubita sa după faptele sale de vitejie și toată lumea este fericită.